# ハーヴェイ・ピット
ハーヴェイ・ピット（Harvey Pitt、1945年 - 2023年5月30日）は、1945年にニューヨーク市ブルックリン区に生まれる。1965年にブルックリンカレッジで学士号、1968年にセント・ジョンズ大学のロースクールで法務博士号(J.D.)を取得。5大会計事務所（Big 5）とアイヴァン・ボウスキーとポルノ会社とメガバンクの弁護士で、2001年8月1日から第26代アメリカ証券取引委員会 (SEC) 委員長となる。在任中の2002年7月に、上場企業会計改革および投資家保護法（英語: Public Company Accounting Reform and Investor Protection Act of 2002：サーベンス・オクスリー法、企業改革法、SOX法）が制定される。2001年12月に破綻に追い込まれたエンロン破綻に際し追及を受けた。

## 経歴
20代にSEC事務所で弁護士を務め、1971年にSEC特別顧問となった。翌年、ニクソンショックのときSECの市場規制部で主任となった。1973年からSEC委員長の直属補佐官となり、1975年から1978年にかけれSEC法律顧問を務めた。この当時ピットが奉公したSEC委員長がロデリック・ヒルズ（Roderick M. Hills）であった。ロデリック・ヒルズは1977年まで委員長を務めた後、ドレクセル・バーナム・ランベール投資銀行とウィリアム・ドノバンの法律事務所で働いた。
ピットやロデリックの出世を説明するヒントが、ロデリックの妻カーラ・アンダーソン・ヒルズの経歴にある。下積みをした法律事務所は（Munger, Tolles, Hills, and Rickershauser）、チャーリー・マンガーが創設した。アメリカ合衆国通商代表を退任した彼女は1990年代にベクテル重役、シェブロン重役（2001年からシェブロン・テキサコ重役）となった。ホワイトハウスの部下を率いて国際コンサルタント会社ヒルズ・カンパニーを設立し会長となり、これを足がかりにルーセント・テクノロジー、タイム・ワーナー、IBM、AT&Tといった大手通信メディア企業の重役ともなった。

## シュライヴァー法律事務所
ピットは1978年からジョン・F・ケネディゆかりのシュライヴァー法律事務所（Fried, Frank, Harris, Shriver & Jacobson）に入った。この事務所はケネディの義弟（Sargent Shriver）が創設した。ピットはそこでマネージング・パートナーとなり、やがて1980年代にドレクセルのデニス・レヴィンと親しくなり、マイケル・ミルケンやボウスキーを紹介された。
なお、1982年にロデリックがシアーズ世界貿易会長となった。
1988年、ドレクセルが内部者取引の罪を認めた。そのときピットが密告者ボウスキーの弁護士だった。ピットは、以降のビジネスも含めると、シュライヴァーで実に多くの顧客を得た。ビッグファイブとその上のアメリカ後任会計士協会、証券業協会、ミューチュアル・ファンドで稼ぐ投資業者協会、金融機関ではモルガン・スタンレー・ディーン・ウィッター（former Dean Witter Reynolds, as a subsidiary）、バンカメ、ロイズ保険、ベアー・スターンズである。

## ミスター・ファンド
ピット夫妻の蓄財が進み、その持株はゼネラル・エレクトリック、エクソン・モービル、ワコビアなど広範な銘柄におよんだ。
そのステータスを基礎に、ピットはSEC委員長となり、エンロン・ショックで世論と野党から追及されたのである。
2000年にSECはプライスウォーターハウスクーパースの共同経営者と幹部職員が、自社で監査している企業に何千件も金融の利害関係をもっていることを発見していた。また、同社は1996年から2001年まで14社の投資顧問を務めて収入を得ていた。この中に利益相反を認めることができる。エイボン・プロダクツとピナクル（Pinnacle Telephone & Data）の経営顧問と監査を兼ねて粉飾決算をしていた。2002年7月17日、ピットは500万ドルの和解金をSECへ支払わせ調査を打ち切った。KPMGも利益相反行為をしていた。ミューチュアル・ファンドを運営するヒューストンの投資会社（AIM Management Group）に対し、これを監査する立場にありながら、2000年そこへ2500万ドルを投資、同年9月までに11件ものファンドを買って、（総体として）ファンドの35％を出資するにおよんだ。ピットはKPMGに罰金さえ課さなかった。2003年9月にバンカメなどがミューチュアル・ファンドを利用した短期取引と時間外取引の協定を捜査された。ピットは同年まで委員長であった。